# Intertoto Cup 1983
De Intertoto Cup was sinds 1967 een mogelijkheid voor ploegen om in de zomer te kunnen blijven voetballen. Deze editie van 1983 werd zoals gebruikelijk gehouden tijdens deze zomerstop. Er werden alleen groepswedstrijden georganiseerd, omdat het onhaalbaar bleek om nog knock-outronden te spelen na de zomerstop. Clubs hadden daarvoor een te druk programma en de UEFA had bepaald dat ploegen die al aan UEFA-toernooien zoals de twee edities van de Europa Cup meededen, niet mochten deelnemen aan andere toernooien.
Aan deze editie van het toernooi deden 40 ploegen mee, vier meer dan vorig jaar. Er waren tien groepen van vier teams en elk team speelde zes wedstrijden. Er deden vijf ploegen mee uit Tsjecho-Slowakije; vier uit Denemarken, Oostenrijk, West-Duitsland, Zweden en Zwitserland; drie uit Bulgarije en Polen; twee uit Hongarije, Israël en Noorwegen en één uit België, Nederland en de SFR Joegoslavië.
Het Zweedse Hammarby IF uit groep 8 haalde dit toernooi de hoogste score, het won al zijn wedstrijden en haalde de volle twaalf punten.

## Eindstanden

### Groep 1
| plaats | Club               | Doelpunten | Punten |
| ------ | ------------------ | ---------- | ------ |
| 1.     | FC Twente          | 14 : 10    | 9      |
| 2.     | Standard Luik      | 13 : 9     | 8      |
| 3.     | FC Zürich          | 13 : 13    | 6      |
| 4.     | Fortuna Düsseldorf | 9 : 17     | 1      |

### Groep 2
| plaats | Club                | Doelpunten | Punten |
| ------ | ------------------- | ---------- | ------ |
| 1.     | BSC Young Boys Bern | 7 : 6      | 8      |
| 2.     | Slavia Praag        | 12 : 8     | 6      |
| 3.     | Brondby IF          | 7 : 8      | 5      |
| 4.     | Slavia Sofia        | 5 : 9      | 5      |

### Groep 3
| plaats | Club           | Doelpunten | Punten |
| ------ | -------------- | ---------- | ------ |
| 1.     | Pogon Szczecin | 10 : 10    | 8      |
| 2.     | Werder Bremen  | 12 : 8     | 7      |
| 3.     | Malmö FF       | 7 : 9      | 5      |
| 4.     | FC St. Gallen  | 10 : 12    | 4      |

### Groep 4
| plaats | Club              | Doelpunten | Punten |
| ------ | ----------------- | ---------- | ------ |
| 1.     | Maccabi Netanya   | 17 : 10    | 10     |
| 2.     | Aarhus GF         | 14 : 11    | 6      |
| 3.     | FC Luzern         | 12 : 17    | 5      |
| 4.     | Sjimsjon Tel Aviv | 5 : 10     | 3      |

### Groep 5
| plaats | Club             | Doelpunten | Punten |
| ------ | ---------------- | ---------- | ------ |
| 1.     | Sloboda Tuzla    | 10 : 6     | 9      |
| 2.     | Honved Boedapest | 10 : 8     | 6      |
| 3.     | Inter Bratislava | 8 : 11     | 5      |
| 4.     | Tirol Innsbruck  | 9 : 12     | 4      |

### Groep 6
| plaats | Club             | Doelpunten | Punten |
| ------ | ---------------- | ---------- | ------ |
| 1.     | Bohemians Praag  | 11 : 9     | 8      |
| 2.     | OB Odense        | 11 : 10    | 7      |
| 3.     | Viking Stavanger | 9 : 10     | 5      |
| 4.     | SC Eisenstadt    | 8 : 10     | 4      |

### Groep 7
| plaats | Club             | Doelpunten | Punten |
| ------ | ---------------- | ---------- | ------ |
| 1.     | IFK Göteborg     | 7 : 3      | 8      |
| 2.     | Admira Wacker    | 10 : 10    | 6      |
| 3.     | Bałtyk Gdynia    | 8 : 9      | 6      |
| 4.     | B 1903 Kobenhavn | 4 : 7      | 4      |

### Groep 8
| plaats | Club              | Doelpunten | Punten |
| ------ | ----------------- | ---------- | ------ |
| 1.     | Hammarby IF       | 19 : 3     | 12     |
| 2.     | Arminia Bielefeld | 10 : 5     | 8      |
| 3.     | Botev Vratsa      | 6 : 9      | 4      |
| 4.     | Bryne IL          | 1 : 19     | 0      |

### Groep 9
| plaats | Club                    | Doelpunten | Punten |
| ------ | ----------------------- | ---------- | ------ |
| 1.     | Videoton Székesfehérvár | 15 : 3     | 10     |
| 2.     | TJ Rudá Hvězda Cheb     | 12 : 3     | 9      |
| 3.     | Cracovia                | 4 : 14     | 3      |
| 4.     | Sturm Graz              | 2 : 13     | 2      |

### Groep 10
| plaats | Club                   | Doelpunten | Punten |
| ------ | ---------------------- | ---------- | ------ |
| 1.     | TJ Vitkovice           | 13 : 11    | 9      |
| 2.     | Eintracht Braunschweig | 9 : 5      | 7      |
| 3.     | Trakia Plovdiv         | 11 : 8     | 5      |
| 4.     | Elfsborg IF            | 3 : 12     | 3      |